# Lista över Guineas statsöverhuvuden
Detta är en lista över Guineas statsöverhuvuden.
| Namn                   | Ämbetsperiod                        | Titel                                                      |
| ---------------------- | ----------------------------------- | ---------------------------------------------------------- |
| Ahmed Sékou Touré      | 2 oktober 1958 – 26 mars 1984       | President                                                  |
| Louis Lansana Beavogui | 26 mars – 3 april 1984              | Interimspresident                                          |
| Lansana Conté          | 3 april – 5 april 1984              | Ordförande i militärkommittén för nationell återuppbyggnad |
| Lansana Conté          | 5 april 1984 – 22 december 2008     | President                                                  |
| Moussa Dadis Camara    | 24 december 2008 – 3 december 2009  | President                                                  |
| Sékouba Konaté         | 3 december 2009 – 21 december 2010  | Interimspresident                                          |
| Alpha Condé            | 21 december 2010 – 5 september 2021 | President                                                  |
| Mamady Doumbouya       | 1 oktober 2021 –                    | President                                                  |